# Fever Ray (álbum)
Fever Ray es el álbum debut de Fever Ray, el proyecto en solitario de la cantante Karin Dreijer Andersson.
Karin Dreijer Andersson es conocida por formar parte del dúo electro alternativo The Knife (junto con su hermano Olof Dreijer). Después del álbum Silent Shout y la gira de 2006, Karin comenzó a trabajar en su proyecto en solitario, el álbum fue lanzado el 18 de marzo de 2009. Fever Ray suena más oscuro que The Knife y se caracteriza por un ritmo lento. Karin Dreijer Andersson utiliza tantas técnicas electrónicas, como un micrófono especial que transforma su voz a una voz masculina muy baja siguiendo un estilo similar a la Androginia.
La canción When I Grow Up, de este álbum, aparece en la banda sonora del juego Pro Evolution Soccer 2011, mientras que If I Had a Heart, también de este disco, es el tema principal de la serie de televisión Vikingos, estrenada en 2013.

## Recepción
Fever Ray se convirtió rápidamente en un éxito en todo el mundo. Casi todos los críticos fueron muy positivos: 
- Pitchfork Media: 8.1/10 + Mejor Música Nueva
- The Guardian: 5/5, mejor disco del 2009
- Humo: 4/5 estrellas
- NME: 8/10
- BBC: "es sangriento maravilloso"
- iTunes  USA: mejor álbum electrónico en 2009
- The Times: #72 lugar en la lista de 100 mejores discos de la década.
- hipersonica: "oscuridad y realidad de matrícula"

## Gira
Después del álbum una gira mundial siguió. Mientras tanto, Karin trabajó con su hermano en el electro-ópera sobre  Charles Darwin "Tomorrow, In A Year". Su espectáculo apareció en el espíritu del álbum próximo. Extremadamente oscuro, futurista y extravagante gracias al director creativo Andreas Nilsson , "Fever Ray" fue uno de los mejores shows en vivo de 2009. Mediante el uso de luces de sala, rayos láser y rituales, Fever Ray ofrece un ambiente misterioso. En Pukkelpop 2009 presentó el disco en la marquesina. También en 2010, todavía siguieron muy pocos espectáculos y actuaciones de festivales, entre ellas su presentación en coachella.

## Vídeos musicales
Fever Ray hizo con la ayuda del director Andreas Nilsson seis videoclips (por If I Had a Heart, When I Grow Up, Triangle Walks, Seven, Stranger Than Kindness y Keep the Streets Empty for Me). Todos ellos siguiendo un cierto estilo muy artístico, extraño y, a veces oscuro y temible como el álbum. Estos vídeos pueden convencer fácilmente a los críticos y se ve como el mejor de 2009. Efectos del láser que se producen en los espectáculos regresan con frecuencia en estos vídeos de fondo.

## Lista de canciones
| N.º | Título                                                                                | Duración |  |
| 1.  | «If I Had a Heart»                                                                    | 3:50     |  |
| 2.  | «When I Grow Up»                                                                      | 4:31     |  |
| 3.  | «Dry and Dusty»                                                                       | 3:45     |  |
| 4.  | «Seven»                                                                               | 5:10     |  |
| 5.  | «Triangle Walks»                                                                      | 4:21     |  |
| 6.  | «Concrete Walls»                                                                      | 5:40     |  |
| 7.  | «Now's the Only Time I Know»                                                          | 3:59     |  |
| 8.  | «I'm Not Done»                                                                        | 4:20     |  |
| 9.  | «Keep the Streets Empty for Me» (letra de Karin Dreijer Andersson y Cecilia Nordlund) | 5:40     |  |
| 10. | «Coconut»                                                                             | 6:48     |  |

| Special Edition; Disc 1 |                                              |          |  |
| N.º                     | Título                                       | Duración |  |
| 11.                     | «Stranger Than Kindness» (Nick Cave versión) | 5:02     |  |
| 12.                     | «Here Before» (Vashti Bunyan versión)        | 3:15     |  |

| Special Edition; Disc 2 (DVD) |                                                 |          |  |
| N.º                           | Título                                          | Duración |  |
| 1.                            | «If I Had a Heart» (vídeo musical)              |          |  |
| 2.                            | «When I Grow Up» (vídeo musical)                |          |  |
| 3.                            | «Triangle Walks» (vídeo musical)                |          |  |
| 4.                            | «Seven» (vídeo musical)                         |          |  |
| 5.                            | «Stranger Than Kindness» (vídeo musical)        |          |  |
| 6.                            | «Keep the streets empty for me» (vídeo musical) |          |  |
| 7.                            | «Fever Ray Tour Trailer» (vídeo)                |          |  |

| Special Edition; Disc 3 (North American exclusive bonus CD), Live in Luleå |                                 |          |  |
| N.º                                                                        | Título                          | Duración |  |
| 1.                                                                         | «If I Had a Heart»              |          |  |
| 2.                                                                         | «Triangle Walks»                |          |  |
| 3.                                                                         | «Concrete Walls»                |          |  |
| 4.                                                                         | «Seven»                         |          |  |
| 5.                                                                         | «I'm Not Done»                  |          |  |
| 6.                                                                         | «Now’s The Only Time I Know»    |          |  |
| 7.                                                                         | «Keep The Streets Empty for Me» |          |  |
| 8.                                                                         | «Dry and Dusty»                 |          |  |
| 9.                                                                         | «Stranger Than Kindness»        |          |  |
| 10.                                                                        | «When I Grow Up»                |          |  |
| 11.                                                                        | «Here Before»                   |          |  |
| 12.                                                                        | «Coconut»                       |          |  |